# Fade (Staind)
Fade è un singolo del gruppo rock statunitense Staind, pubblicato nel 2001 ed estratto dall'album Break the Cycle.
Il brano è stato scritto da Aaron Lewis, Mike Mushok, Johnny April e Jon Wysocki.

## Video
Il videoclip della canzone è stato diretto da Marcus Raboy.